# Valuair
Valuair is een Singaporese low-costluchtvaartmaatschappij met als thuisbasis de Internationale luchthaven Changi.

## Geschiedenis
Valuair is opgericht in 2003 door Asia Travel en ex-medewerkers van Singapore Airlines. In 2005 werd de maatschappij overgenomen door Jetstar Asia Airways, uit die overname is het nieuwe (moeder)bedrijf Orange Star ontstaan. Sindsdien concentreert de luchtvaartmaatschappij zich op vluchten tussen Singapore en Indonesië, de overige Aziatische vluchten zijn door Jetstar Asia Airways overgenomen.

## Bestemmingen
Valuair voert lijnvluchten uit naar (juni 2009):
- Denpasar
- Jakarta
- Medan
- Singapore - thuisbasis
- Soerabaja

## Vloot
De vloot van Valuaur bestaat uit (juni 2009):
- 2 Airbus A320-200